# واهه استپانیان
واهه وارطانی استپانیان (ارمنی: Վահե Վարդանի Ստեփանյան؛ زادهٔ ۶ آوریل ۱۹۴۸) سیاست‌مدار اهل ارمنستان است که از تاریخ ۱۹۹۰ تا تاریخ ۱۹۹۶ در دولت وازگن مانوکیان، دولت گاگیک هاروتیونیان، دولت خسرو هاروتیونیان و دولت هراند باگراتیان سمت وزیر دادگستری ارمنستان را برعهده داشت.

## زندگی‌نامه
در ۶ آوریل ۱۹۴۸ در استپاناکرت، جمهوری آرتساخ به دنیا آمد و از دانشکده حقوق دانشگاه دولتی ایروان فارغ‌التحصیل شد. 

## یادداشت
1. ↑  պաշտոնը հիմնադրվել է, Արմեն Աշրաֆյանը որպես ՀԽՍՀ արդարադատության մինիստր